# Red Dress
«Red Dress» es una canción del grupo británico Sugababes de su cuarto álbum de estudio, Taller in More Ways (2005). Fue lanzado en el Reino Unido el 6 de marzo de 2006 como el tercer sencillo del álbum, y es el primero en contar con la voz de Amelle Berrabah, tras la salida de Mutya Buena en diciembre de 2005. El CD 1 contiene, como lado B, una versión de la canción "I Bet You Look Good on the Dancefloor" del grupo Arctic Monkeys.
El sencillo obtuvo su mejor posición en el Reino Unido, donde consiguió alcanzar el cuarto puesto y estar tres semanas en el top 10. Sin embargo, en la lista mundial tan solo consiguió alcanzar el top 30 en algunos países. Las ventas mundiales del sencillo fueron de tres millones de copias.

## Video Musical
El video fue dirigido por Tim Royes y filmado en enero de 2006. El video musical de "Red Dress" le valió a los Sugababes una nominación al Music Vision Award en 2006. Alcanzó el número dos en la lista UK TV airplay chart del Reino Unido durante tres semanas.

## Posicionamiento en listas
| Lista(2006)                            | Máxima posición |
| -------------------------------------- | --------------- |
| Alemania (Offizielle Deutsche Charts)  | 27              |
| Australia (ARIA)                       | 22              |
| Austria (Ö3 Austria Top 40)            | 41              |
| Bélgica (Flandes) (Ultratop 50)        | 35              |
| Dinamarca (Airplay danés)              | 14              |
| Escocia (Scottish Singles Sales Chart) | 2               |
| Europa (European Hot 100)              | 14              |
| Hungría (Dance Top 40)                 | 22              |
| Irlanda (IRMA)                         | 12              |
| Nueva Zelanda (Recorded Music NZ)      | 16              |
| Noruega (VG-lista)                     | 17              |
| Países Bajos (Dutch Top 40)            | 7               |
| Países Bajos (Mega Single Top 100)     | 10              |
| Reino Unido (UK Singles Chart)         | 4               |
| República Checa (Rádio Top 100)        | 61              |
| Rumania (Romanian Top 100)             | 51              |
| Suiza (Schweizer Hitparade)            | 31              |